# Манихино (деревня, городской округ Истра)
Манихино — деревня в городском округе Истра Московской области. До 2017 года входило в состав сельского поселения Ивановское. Население — 27 чел. (2010).

На карте видна деревня «Манихина». Место, где в будущем будет построена ж.д. со станцией Манихино-I, вокруг которой вырастет посёлок с одноимённым названием. Карта Шуберта по материалам 1852—1853 гг. Издана в 1860 г.

Расположена в 53 километрах по железной дороге западнее Москвы, недалеко от пересечения Волоколамского шоссе и Московского малого кольца.
В непосредственной близости находится деревня Павловское — центр сельского поселения. Центральная кольцевая автомобильная дорога, которая будет проложена в этих краях, по проекту «отодвинута» на запад, за город Истру.
Деревня известна с XIX века.
Относилась к Звенигородскому уезду, 2-му стану, (при д. Манихино). Имелась усадьба, владельцем которой был В. С. Савков (1911).
К деревне Манихино относится дачный посёлок «Зелёная Горка».

## Население
| 2002 | 2006 | 2010 |
| ---- | ---- | ---- |
| 106  | ↘21  | ↗27  |